# Dannebrog (A540)
Dannebrog (A540) je plavidlo dánského královského námořnictva sloužící jako královská jachta. Do služby bylo přijato roku 1932 jako náhrada kolesové jachty Dannebrog z roku 1879. Od roku 1932 jachta urazila více než 400 000 námořních mil.

## Stavba

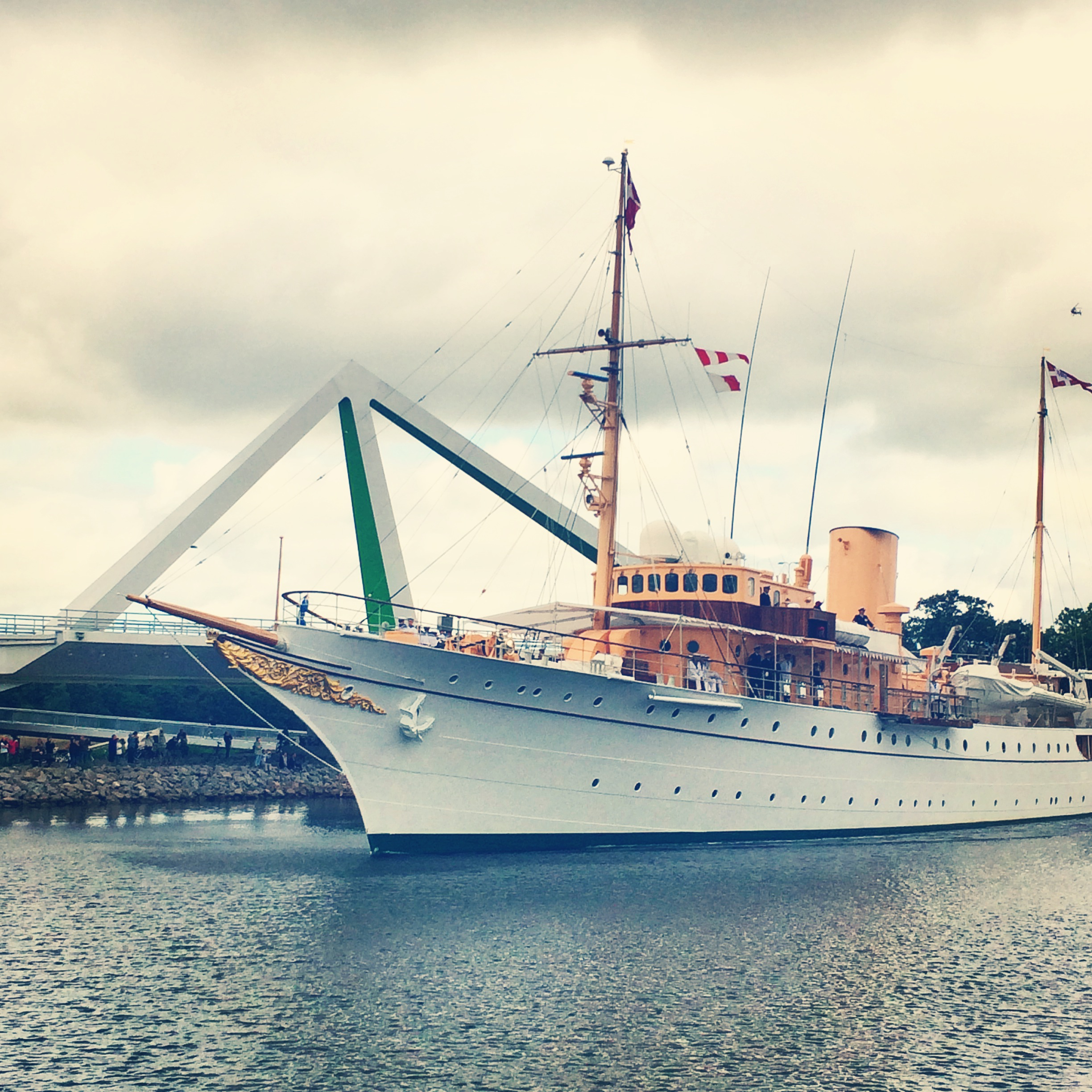
Dannebrog (A540)

Plavidlo bylo postaveno v Kodani. Kýl byl založen 2. ledna 1931, 10. října 1931 byla loď spuštěna na vodu a 26. května 1932 byla loď přijata do služby. Plavidlo roku 1931 pojmenovala dánská královna Alexandrina Meklenbursko-Zvěřínská.

## Konstrukce
Posádku tvoří 58 osob. Na palubě jsou dále kajuty pro 27 členů služebnictva a 14 pasažérů. Trup je postaven z oceli. V přední části plavidla před komínem jsou kajuty posádky, prostory pro náklad a pohonný systém. Zadní část slouží pasažérům (je zde mimo jiné pracovna, jídelna, salónek a kajuty). Nábytek a část vybavení pochází ze starší jachty Danneborg. Do roku 1948 loď nesla dva 37mm kanóny, které sloužily ke střílení slavnostních salv.
Pohonný systém tvoří dva diesely B&W Alpha 6T23L-KVO, každý o výkonu 870 hp, pohánějící dva lodní šrouby. Dále jsou na palubě tři pomocné diesely SCANIA DS11ol MO 1, každý o výkonu 136 kW. Roku 1989 bylo přidáno dokormidlovací zařízení Jastram o výkonu 160 hp. Nejvyšší rychlost dosahuje 14,75 uzlu. Dosah je 3860 námořních mil při rychlosti 14 uzlů.